# Ринтон
Ринтон (Ринфон, др.-греч. Ῥίνθων) — греческий поэт и комедиограф IV—III веков до н. э.
Согласно Стефану Византийскому и словарю Суды, был тарентинцем, сыном горшечника, но Носсида Локрийская в эпиграмме называет его сиракузянином.
Античные лексикографы сообщают, что Ринтон был современником Птолемея I и основателем жанра «гиларотрагедии» (ίλαροτραγωδία), или «веселой трагедии» (фарса), по-видимому, близкой простонародным флиакам. Из 38 произведений этого автора известны названия девяти: «Амфитрион», «Эвнобаты», «Геракл», «Ифигения в Авлиде», «Ифигения в Тавриде», «Раб Мелеагр», «Медея», «Орест», «Телеф».
Предполагается, что комедии Ринтона представляли собой травестию мифов, но не изначальных мифологических сюжетов, а их драматургической интерпретации, примеры чего встречаются в средней аттической комедии. Исходя из названий, пьесы, вероятно, пародировали сюжеты Еврипида, но фрагменты, сохранившиеся у грамматиков и лексикографов, не дают об этом ясного представления. «Амфитрион», возможно, связан с трагедией Софокла; непонятное название «Эвнобаты» (Εύνοβάται) предлагалось читать как «Иобат», и также связать с Софоклом, но эта гипотеза встретила возражения. Предполагается, что ринтоновского «Амфитриона» мог взять за основу Плавт при создании одноименной комедии.
Ринтон писал ямбическим триметром на дорийском диалекте Тарента.